# 김호운
김호운(1950년 ~ )은 대한민국의 소설가이다. 경상북도 의성에서 태어나 국립철도대학, 숭실사이버대학교 중국언어문학과를 졸업하였다. 작가는 월간문학 신인문학상에 소설〈유리벽 저편〉이 당선 되어 문단에 나왔다. 저서로는 장편소설《님은 침묵하지 않았다》《바이칼, 단군의 태양을 품다》《표해록》 소설집《그림 속에서 튀어나온 청소부》《스웨던 숲속에서 온 달라헤스트》 콩트집《궁합이 맞습니다(SBS 수목 드라마 52부작)》등이 있다. 현재 사단법인 한국예술문화단체총연합회 부회장 및 사단법인 한국문인협회 이사장으로 활동하고 있다.

## 약력
- 1969년 - 1978년 철도청 근무북평역(지금의 동해역), 우보역, 신녕역, 석포역, 하양역, 동대구역)
- 1978년 - 1982년 월간 백조, 경미문화사, 소설문학사, 국민서관 근무
- 1982년 - 1997년 계몽사 단행본사업본부장
- 1990년 - [[      ]] 롯데백화점 문화센터(잠실) 소설창작반 교수
- 1991년 - [[      ]] 한국소설가협회 사무차장
- 1997년 - [[      ]] 도서출판 책읽는사람들 대표, 월간 『책읽는사람들』 발행인
- 2003년 - [[      ]] 학교법인 동방학원 이사
- 2021년 - 2023년 한국문인협회 이사
- 2013년 - 2013년 국제펜한국본부 심의위원
- 2015년 -  현재 『한국창작문학』 편집위원
- 2016년 - 2020년 한국소설가협회 상임이사 겸 편집주간
- 2016년 - 2019년 한국문학진흥및국립한국문학관건립 공동준비위원회 위원
- 2017년 - 2020년 문화체육관광부 문학진흥정책위원회 위원
- 2017년 -  현재 MBC롯데문화센터 소설창작 교수
- 2017년 -  현재 통일부 산하 한반도평화네트워크 통일위원
- 2018년 -  현재 사단법인 산림문학회 고문
- 2019년 - 2024년 국립한국문학관 자문위원
- 2019년 - 2023년 한국문인협회 부이사장
- 2019년 - 2020년 6.15 민족문학인 남측협회 공동회장
- 2020년 - 2023년 (사)한국소설가협회 이사장
- 2023년 -  현재 한국문화예술저작권협회 이사
- 2023년 -  현재 (사)한국문인협회 이사장
- 2024년 -  현재 (사)한국예술문화단체총연합회 부회장
- 2024년 -  현재 국립한국문학관 이사

## 저서

### 장편소설
- 《빗속의 연가》(청림출판사, 1988) ISBN 2006448000761
- 《불배》(도서출판 심지, 1989)
- 《풀잎 사람》(도서출판 작가정신, 1989)
- 《바람꽃》(도서출판 강천, 1989)
- 《荒土황토》전2권(동아출판사, 1992) ISBN 9788900012057
- 《님의 침묵》전3권(도서출판 청마, 1993) ISBN 9788977300026
- 《크레타의 물고기》전3권(도서출판 강천, 1995)
- 《님의 침묵》(‘개작’) 전3권(도서출판 밀알, 1998) ISBN 9791190807258
- 《아내》전2권(예문당, 2001) ISBN	9788970013992
- 《표해록(漂海錄)》(도서출판 도화, 2018) ISBN 9791186644652
- 《바이칼, 단군의 태양을 품다》(도서출판 도화, 2019) ISBN 9788964272244
- 《장자의 비밀정원》(도서출판 도화, 2021) ISBN 9791190526326
- 《님은 침묵하지 않았다》전2권(도서출판 도화, 2024) ISBN 9791192828466

### 소설집
- 《무지개가 아름다웠기 때문이다》(동아출판사, 1991)
- 《호랑나비의 꿈》(, 1991) KBS 미니시리즈 <위기의 남자>로 방영함
- 《그림 속에서 튀어나온 청소부》(인간과문학사, 2016) ISBN 9791185512921
- 《스웨던 숲속에서 온 달라헤스트》(도서출판 도화, 2017) ISBN 9791186644317
- 《사라예보의 장미》(도서출판 도화, 2022) ISBN 9791190526647

### 콩트집
- 《한살박이 부부 신혼 방정식》전2권(도서출판 글사랑, 1989) ISBN 2000811001331
- 《호랑나비의 꿈》(, 1991) KBS 미니시리즈 <위기의 남자>로 방영함
- 《바람잡힌 남편》(도서출판 작가정신, 1991) ISBN 2005643000422
- 《한살박이 부부 신혼 방정식》을『궁합이 맞습니다』로 개제 출간)
- 《궁합이 맞습니다》(, 1992) SBS 수목 드라마 52부작으로 방영함
- 《재미없는 세상 재미있는 사람들》(도서출판 두로, 1992)

### 에세이집
- 《연꽃, 미소》(도서출판 도화, 2017) ISBN 9791186644270

### 인문학서
- 《소설학림》(도서출판 도화, 2020) ISBN 9791190526128

### 공저
- 《위기의 남자》남성문제소설집(동광출판사, 1991)단편소설「호랑나비의 꿈」수록)
- 《한바탕 멋진 꿈이로구나》원로스님 대담모음집(불교신문사, 1991)

### 칼럼집
- 《나비를 잡는 아이의 마음》(주간 문학신문사, 2024) ISBN 9791190703826

## 작가 조명
- 3․1운동 독립선언서 33인 중 한 분인 만해 한용운선사의 국가 및 인류사상을 재조명하기 위하여 자료를 찾아 2년여 동안 국내외를 답사하면서 집성한 원고 5,000매 분량의 만해 한용운 평전 소설 『님은 침묵하지 않았다』를 출간하기에 이른다. 그의 야심작으로 볼 수 있다.
- 1978년 월간백조, 경미문화사, 소설문학사, 국민서관 등에서 근무하였으며 1980년 출판사 계몽사 단행본사업본부장을 역임하면서 어린이책 전문출판사임에도 성인들의 독서환경 구축을 위해 1990년에 소설가와 시인들의 대표작품을 수록한 『한국문학전집』 제30권을 발간하여 호평을 받음.
- 『한국문학전집』은 당시 200자 원고지 1매당 1,000원에 매절 출판하던 국내 출판사의 전집출판 관행을 깨고 최초로 문인들과 5년 출판계약을 체결하면서 200자 원고지 1매당 5,000원이라는 파격적인 선인세를 지급함으로써 문인들을 위한 창작환경 개선과 문인들의 지위 향상을 위한 단초를 제공하였다는 평가를 받음.
- 아동문학 발전을 위해 ‘계몽아동문학회’ 운영을 위해 아낌없는 지원을 하는 등 어린이를 위한 다양한 문학작품을 기획 출판하고 미래를 향한 문학 인구 저변 확대를 위해 심혈을 기울여 왔음

## 수상 경력
- 대한민국 예술문화대상
- 제29회 영랑문학상 대상
- 리더스에세이문예대상
- 국제PEN문학상
- 제6회 녹색문학상
- 한국소설문학상
- 문화체육부장관 표창

## 주요 기사
- https://v.daum.net/v/20241011164859019
- https://www.news1.kr/local/daejeon-chungnam/5469151
- https://v.daum.net/v/20240406193314846
- https://v.daum.net/v/20241022115124796
- https://www.ejanews.co.kr/news/articleView.html?idxno=311360
- http://www.hkmd.kr/news/article.html?no=82234
- https://www.aifnlife.co.kr/news/articleView.html?idxno=23589
- https://www.newsnbook.com/news/articleView.html?idxno=10964
- https://www.news1.kr/local/daejeon-chungnam/5469151